# Josip Drago Horvat
Josip-Dragutin Horvat (Bihać, 4. srpnja 1924. – Zagreb, 11. srpnja 2009.), bio je hrvatski nogometaš i nogometni sudac. Stariji brat Ivice Horvata. 

## Igračka karijera

### Klupska karijera
Kao mlađi junior počeo je igrati u zagrebačkoj Trešnjevci (1936. – 1937.). 1937. godine kao junior prešao je u zagrebačku Concordiju. Igrao je za zagrebačke nogometne klubove Ferrariju (1939. – 1941.), Zagorac (1941. – 1945.) i Dinamo (1945. – 1956.). 

#### Dinamo Zagreb
Za Dinamo je odigrao sveukupno 323 utakmice. Osvojio je 2 jugoslavenska prvenstva (1948. i 1954.) i kup (1951.). Debitirao je u utakmici s Hajdukom, 5. kolovoza 1945. godine, a posljednju utakmicu odigrao je 27. studenoga 1955. godine, protiv Sarajeva.
U prvom prvenstvu Jugoslavije nakon 2. svjetskog rata, stjecajem okolnosti, branio je na 5 utakmica

### Reprezentativna karijera
Odigrao je jednu utakmicu za nogometnu A reprezentaciju Jugoslavije, 1949. godine protiv Norveške (3:1) u Oslu i dvije utakmice za nogometnu B reprezentaciju Jugoslavije (1950. – 1951.).

## Nogometni sudac
Desetak godina bio je i nogometni sudac stekavši zvanje međunarodnoga suca i dobivši znak FIFA-e. 1970. godine bio je određen za suca na Svjetskome prvenstvu u Meksiku. Bio je pomoćni sudac na dvije utakmice prvoga kruga natjecanja, u skupini B (6. lipnja 1970., Urugvaj - Italija, 0:0 i 7. lipnja 1970., Izrael - Švedska, 1:1). Trebao je suditi i u polufinalu istoga prvenstva, no prilikom treninga se ozlijedio te nije mogao suditi. Ljeta 1972. godine, na utakmici između izabrane vrste Europe i Crvene zvezde (4:5) u Beogradu, završio je sudačku karijeru.

### Utakmice reprezentacija

#### Svjetsko prvenstvo u Meksiku 1970.
| datum           | mjesto | momčad 1 | momčad 2 | rezultat | sudac   | krug natjecanja |
| --------------- | ------ | -------- | -------- | -------- | ------- | --------------- |
| 6. lipnja 1970. | Puebla | Urugvaj  | Italija  | 0:0      | pomoćni | skupina B       |
| 7. lipnja 1970. | Toluca | Švedska  | Izrael   | 1:1      | pomoćni | skupina B       |

#### Europsko prvenstvo (1966. – 1968.)
| datum               | mjesto | momčad 1 | momčad 2 | rezultat | sudac  | krug natjecanja           |
| ------------------- | ------ | -------- | -------- | -------- | ------ | ------------------------- |
| 12. studenoga 1967. | Sofija | Bugarska | Švedska  | 3:0      | glavni | prednatjecanje, skupina 2 |

https://eu-football.info/_match.php?id=13918

### Utakmice klubova

#### Kup europskih prvaka
| datum               | mjesto    | momčad 1           | momčad 2            | rezultat | sudac  | krug natjecanja      |
| ------------------- | --------- | ------------------ | ------------------- | -------- | ------ | -------------------- |
| 22. rujna 1971.     | Rotterdam | Olympiakos Nicosia | Feyenoord Rotterdam | 0:9      | glavni | 1. krug, 2. utakmica |
| 20. studenoga 1968. | Beč       | Rapid Beč          | Real Madrid         | 1:0      | glavni | 2. krug, 1. utakmica |

#### Kup pobjednika kupova
| datum               | mjesto     | momčad 1             | momčad 2             | rezultat | sudac  | krug natjecanja         |
| ------------------- | ---------- | -------------------- | -------------------- | -------- | ------ | ----------------------- |
| 21. listopada 1970. | Lisabon    | Benfica              | Vorwärts Berlin      | 2:0      | glavni | drugi krug, 1. utakmica |
| 23. travnja 1969.   | Bratislava | ŠK Slovan Bratislava | Dunfermline Athletic | 1:0      | glavni | polufinale, 2. utakmica |

#### Kup velesajamskih gradova
| datum               | mjesto             | momčad 1            | momčad 2               | rezultat | sudac  | krug natjecanja            |
| ------------------- | ------------------ | ------------------- | ---------------------- | -------- | ------ | -------------------------- |
| 21. veljače 1967.   | Frankfurt na Majni | Eintracht Frankfurt | Ferencváros Budimpešta | 4:1      | glavni | osmina finala, 1. utakmica |
| 25. listopada 1966. | Barcelona          | Barcelona           | Dundee United          | 1:2      | glavni | 2. kolo, 1. utakmica       |

#### Prijateljske utakmice
| datum             | mjesto  | momčad 1      | momčad 2 | rezultat | sudac  |
| ----------------- | ------- | ------------- | -------- | -------- | ------ |
| 12. rujna 1969.   | Zagreb  | Dinamo Zagreb | Santos   | 1:1      | glavni |
| 2. rujna 1970.    | Varšava | Poljska       | Danska   | 5:0      | glavni |
| 17. veljače 1971. | Bari    | Italija       | Izrael   | 2:0      | glavni |

## Veliki rukomet
Veliki rukomet počeo je igrati 1942. godine u zagrebačkome RK Concordiji, a od 1945. pa sve do 1954. godine igrao je za zagrebački RK Dinamo. Bio je gradski i državni reprezentativac u velikom rukometu i u nekoliko navrata proglašavan najboljim igračem velikog rukometa.

## Stolni tenis
Bio je jednim od obnovitelja TTC Zagreb, 1954. godine te bio njegovim aktivnim igračem i tajnikom do 1957. godine kada je klub prestao s radom.
Bio je izabran i za prvoga predsjednika Stolnoteniskoga podsaveza Zagreba 1955. godine.

## Priznanja

### Klupska
Dinamo Zagreb
- Prvenstvo Jugoslavije u nogometu (2): 1947./48., 1953./54.
- Kup maršala Tita (1): 1951.

### Ostalo
- Trofej HOO za životno djelo: 1993.[21]
- Trofej Sportskog saveza Grada Zagreba: 2002.[22]

## Vanjske poveznice
- Eho Braća Horvat
- Najboljih 11 Dinama, Dragi Horvatu lijeva strana Josip-Drago Horvat najbolji desni bek u povijesti Dinama
- Razvoj djece u rukometu i nogometu Josip-Drago Horvat igrač nogometa, velikog rukometa i stolnog tenisa